# إليزافيتينسكايا (كراسنودار كراي)
ييليزافيتينسكايا (الروسية: Елизаветинская) هي مدينة في مقاطعة كراسنودار كراي في روسيا.
يبلغ عدد سكانها حوالي 18951 نسمة.